# Desarme químico de Siria

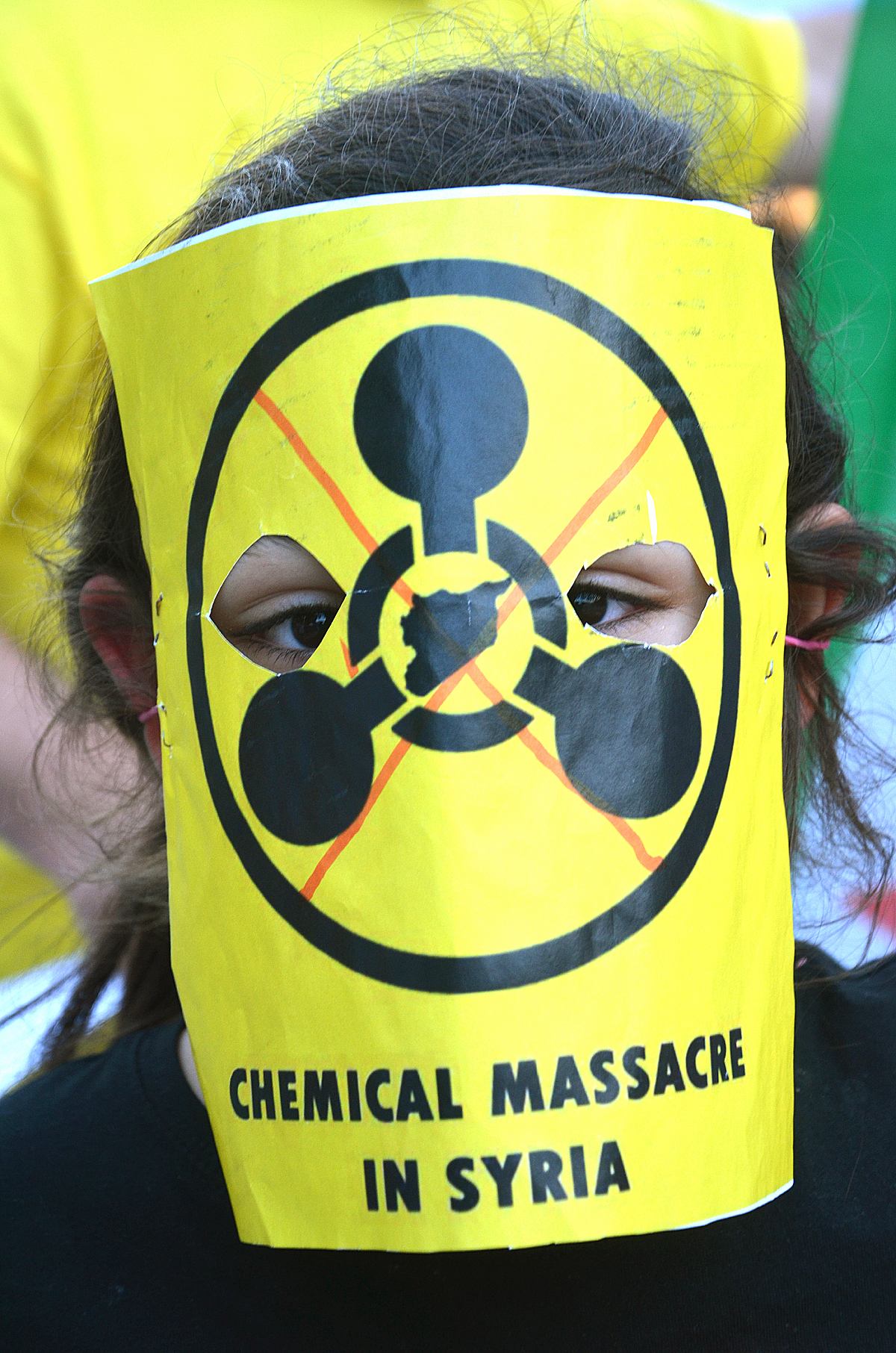
Niña con un cartel en la cara que dice Masacre química en Siria haciendo alusión al Ataque químico de Guta.

El Desarme químico de Siria corresponde al acuerdo entre Rusia y Estados Unidos, firmado el 14 de septiembre de 2013, en el cual Siria debe destruir sistemáticamente todo su arsenal de armas químicas. El hecho ocurre en medio de la violenta Guerra Civil Siria, que ha acaparado toda la prensa internacional por su nivel de brutalidad.
El acuerdo fue planeado para evitar que se repita lo sucedido en el ataque químico del pasado 21 de agosto, en donde 1.400 personas murieron intoxicadas. Con el desarme químico, además, las autoridades rusas pretenden que Estados Unidos no ataque Siria como la había anunciado en las semanas anteriores. Mientras tanto, la Guerra civil en Siria ha seguido su curso y aumenta en cuanto a la violencia.
El ministro de exteriores de Siria Walid Mualem llamó como «una broma» a las preocupaciones occidentales sobre las armas químicas y además las tildó como un pretexto para una campaña igual a la guerra de Irak.

## Armas químicas de Siria
Se estima que el gobierno de Siria posee más de 1000 toneladas de armas químicas, lo que sería uno de los mayores arsenales químicos del Medio Oriente y del mundo. Esto no ha sido bien visto por la comunidad internacional, ya que este tipo de armas son condenadas y prohibidas. 
Y aún más, en 1997, cuando se afirmó el acuerdo contra la armas químicas, Siria fue uno de los pocos países que no firmó el tratado, lo que ponía en riesgo la seguridad internacional.

## El acuerdo
Tras tres días de negociaciones en Ginebra, Estados Unidos y Rusia acordaron establecer los pasos a seguir para destruir el arsenal químico de Siria, las conversaciones se concretaron entre John Kerry y Serguéi Lavrov, los respectivos relacionadores internacionales de Estados Unidos y Rusia. Durante el sello del pacto se comprometieron a seguir la vía política y rechazan un posible ataque militar. Asimismo, establecieron el plazo de una semana para que Damasco entregue un listado completo con el arsenal químico que tiene en su poder.
El secretario de Estado de los EE. UU., John Kerry, indicó que ambos países han acordado "que no hay una solución militar. La solución tiene que ser política". Entre los principales puntos del acuerdo se destacan:
- Estados Unidos y Rusia llevaran a cabo una evaluación conjunta del tipo y cantidad de armas químicas que posee Siria.
- La eliminación del arsenal químico debe realizarse "lo antes posible" y "de forma segura". Siria tiene una semana para entregar un listado con su arsenal. Los inspectores internacionales deben estar en Siria como muy tarde en noviembre. La destrucción de todas las armas químicas debe haberse completado a mediados de 2014.
- Se establecen procedimientos extraordinarios en la implementación de la convención de armas químicas.
- Rusia y Estados Unidos acuerdan la supervisión "inmediata" y "sin restricciones" de todos los lugares que albergan armas químicas.
- La destrucción tendrá lugar fuera del territorio sirio.
- El proceso se llevará a cabo con el apoyo logístico y administrativo de Naciones Unidas.

En caso de que los puntos acordados no se cumplan, se dará activación al capítulo siete de la carta de Naciones Unidas, el cual contempla el uso de la fuerza siempre y cuando lo apruebe el Consejo de Seguridad.